# Carabela
Carabela en Windsor zijn Mexicaanse historisch merken van motorfietsen.
De bedrijfsnaam was: MotoRoad S.A. de C.V., Estado de México.
Dit bedrijf begon in 1950 met de bouw van de Windsor-bromfietsen.
Vanaf 1971 werden deze in 60cc-uitvoering onder de merknaam "Carabela" gebouwd, maar er kwamen ook 100- tot 200cccross- en enduromotoren met inbouwmotoren van Moto Villa-, Minarelli- en Jawa-CZ-blokken (Carabela was ook importeur van deze merken).De eerste succesvolle modellen waren de Carabela Ciclon 100- en 200cc-crossers. De Ciclon 100 leverde 14 pk bij 7.500 tpm en de Ciclon 200 leverde 38 pk bij 8.500 tpm. Beide machines hadden een stalen dubbel wiegframe, een Marzocchi-telescoopvork, een swingarm met twee Marzocchi-veer/demperelementen en zes versnellingen. In de jaren tachtig kwam er een nieuw 60cc-straatmodel, de Carabela Merida. Er kwamen ook vernieuwde crossmodellen in de in het wereldkampioenschap gebruikelijke inhoudsmaten 125- en 250 cc, nu met chroommolybdeenstalen frames en luchtondersteunde voorvorken. De zware Carabela Enduro Six Days 490 leverde 40 pk bij 6.400 tpm.